# Antonín Staněk
Antonín Staněk (ur. 2 marca 1966 w Ołomuńcu) – czeski polityk, nauczyciel akademicki i samorządowiec, prezydent Ołomuńca (2014–2018), parlamentarzysta, od 2018 do 2019 minister kultury.

## Życiorys
W 1990 ukończył studia pedagogiczne na Uniwersytecie Palackiego w Ołomuńcu. Odbył służbę wojskową, po czym w latach 1992–2001 pracował jako nauczyciel w szkole średniej w Šternberku. W 2001 został nauczycielem akademickim na macierzystej uczelni, na której się doktoryzował (2006) i habilitował (2013). Obejmował stanowiska prodziekana do spraw studiów i kierownika katedry.
W 2001 wstąpił do Czeskiej Partii Socjaldemokratycznej, został przewodniczącym miejskich struktur ČSSD. W 2010 wybrany na radnego Ołomuńca, w latach 2012–2014 przewodniczył frakcji radnych socjaldemokratów. W 2014 z powodzeniem ubiegał się o reelekcję, następnie został powołany na urząd prezydenta miasta.
W tym 2017 z listy socjaldemokratów uzyskał mandat deputowanego do Izby Poselskiej. W 2018 bezskutecznie kandydował na funkcję przewodniczącego swojej partii.
27 czerwca 2018 został ministrem kultury w drugim rządzie Andreja Babiša. Zakończył urzędowanie 31 lipca 2019, został odwołany przez prezydenta około dwa miesiące po złożeniu rezygnacji.